# Seni
Seni (en chino, 色尼; pinyin, Sèní; en tibetano: གསེར་རྙེད, wylie: gser rnyed, ZWPY: Seni) es un distrito urbano bajo la administración directa de la Prefectura Nagqu en la Región autónoma del Tíbet, República Popular China. Su área es 16 196 km² y su población total para 2010 fue más de 100 mil habitantes.

## Toponimia
La región se conocía bajo el nombre de Condado Heihe (黑河县 río negro) un tributario del Río Salween.  El 3 de noviembre de 1965, con la aprobación del Consejo del Estado, el condado pasó a llamarse oficialmente Naqu (那曲县). En 2017, el condado fue ascendido a distrito y renombrado Seni. Seni es un topónimo tibetano traducido en caracteres chinos con el mismo significado "agua negra".

## Administración
El distrito de Seni se divide en 12 pueblos que se administran en 3 poblados y 9 villas.